# Notophthiracarus contortulus
Notophthiracarus contortulus är en kvalsterart som beskrevs av Wojciech Niedbała 1992. Notophthiracarus contortulus ingår i släktet Notophthiracarus och familjen Phthiracaridae. Inga underarter finns listade i Catalogue of Life.